# Eugeniusz IV
Eugeniusz IV (łac. Eugenius IV, właśc. Gabriele Condulmaro CanReg; ur. między 24 lutego 1383 a 23 lutego 1384 w Wenecji, zm. 23 lutego 1447 w Rzymie) – papież w okresie od 3 marca 1431 do 23 lutego 1447.

## Życiorys
Urodził się w Wenecji ok. 1383 roku, w zamożnej rodzinie. W młodości został kanonikiem regularnym S. Giorgio in Alga, jednak dzięki bliskiemu pokrewieństwu z Grzegorzem XII (Gabriele był jego siostrzeńcem) błyskawicznie awansował w hierarchii kościelnej. Grzegorz XII mianował go biskupem Sieny, a 9 maja 1408 roku kardynałem prezbiterem San Clemente.
Uczestniczył w obradach soboru w Konstancji. Decyzją Marcina V został legatem w Marchii Ankony (1420) oraz Bolonii (1423/24).

## Wybór na papieża
Kardynałowie zebrani na konklawe, uzgodnili że nowy papież ma przeprowadzić sobór w Bazylei oraz zapewnić współpracę w kolegium kardynalskim. 3 marca 1431 roku został wybrany na Stolicę Piotrową i przybrał imię Eugeniusza IV. Już w dzień po intronizacji, uznał te uzgodnienia za wymuszone.

## Pontyfikat
23 lipca 1431 roku otworzył sobór w Bazylei, zwołany jeszcze przez Marcina V, jednak decyzje tam podjęte stanowczo osłabiły jego pozycję. Eugeniusz IV sobór rozwiązał i zapowiedział, że w ciągu półtora roku zwoła kolejny. Kardynałowie, pod przewodnictwem Giuliano Cesariniego, byli niezadowoleni z takiego przebiegu wydarzeń i nie przerwali obrad, podpierając się uchwałami soboru w Konstancji. Dwuletni spór został zakończony za pośrednictwem koronowanego na cesarza Zygmunta Luksemburskiego – ostatecznie, Eugeniusz IV uznał sobór w Bazylei za legalny.

### Rebelia
W maju 1434 wybuchła antypapieska rebelia wywołana ograniczeniami uprawnień kardynałów i odebraniem majątków kościelnych rodzinie Colonnów, spokrewnionej z Marcinem V. Ponadto okupację obszarów prowadził kondotier Francesco Sforza. Eugeniusz IV uciekł do Florencji, a stamtąd, dzięki pomocy rządzącej Toskanią rodziny Medyceuszy, przez dziewięć lat rządził Kościołem.

### Sobór w Ferrarze
18 września 1437, Eugeniusz IV przeniósł obrady soboru do Ferrary, gdzie zjechać mieli dostojnicy bizantyńscy, w celu zaproponowania pojednania między Kościołami oraz z prośbą o pomoc w walce przeciw Turkom Osmańskim. Obrady z powodów finansowych i niebezpieczeństwa zarazy przeniesiono 10 stycznia 1439 do Florencji. 6 lipca 1439 zawarto unię kościelną z Kościołem prawosławnym, co bardzo podbudowało wizerunek papieża. Bizantyńczycy uznali prymat papieża i poprawność formuły Filioque, o pochodzeniu Ducha Świętego od Ojca i od Syna. W 1443, sobór został przeniesiony do Rzymu. Dodatkowo Eugeniusz zawarł porozumienia z jakobitami (1444), monoteletami i nestorianami (1445). Kardynał Cesarini zorganizował przeciw Turkom krucjatę, której przewodził król Polski i Węgier Władysław III Warneńczyk. Wyprawa ta zakończyła się klęską w bitwie pod Warną 10 listopada 1444.
Tymczasem w Bazylei pozostali zbuntowani kardynałowie ogłosili 25 czerwca 1439 roku, Eugeniusza IV heretykiem, z powodu przeniesienia soboru. Zdetronizowali papieża (który wówczas ich ekskomunikował) i wybrali antypapieża – Feliksa V, a wyższość soboru nad papieżem uznali za prawdę wiary. Nowy antypapież nie miał jednak wielu zwolenników, a jedyny sojuszniczy obszar – Neapol – został odebrany przez Eugeniusza, poprzez obietnicę władzy, złożoną Alfonsowi V. Dzięki tym działaniom, papieżowi udało się we wrześniu 1443 powrócić do Rzymu.

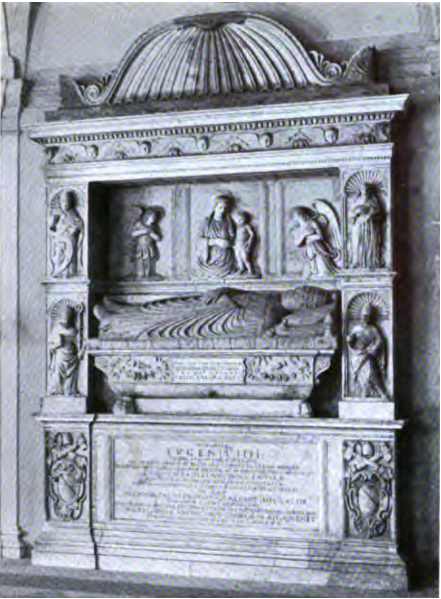
Grób Eugeniusza IV

Figura papieża Eugeniusza IV w katedrze Florenckiej

### Ostatnie lata
Eugeniuszowi IV nie udało się doprowadzić do zakończenia wojny stuletniej, a jego proniemiecka polityka spowodowała, że Karol VII ogłosił tzw. sankcję pragmatyczną – był to zbiór dekretów ograniczających władzę papieża. Jednak dzięki staraniom Eneasza Piccolominiego, Eugeniuszowi udało się w 1445 zawrzeć porozumienie z elektorami niemieckimi i nowym królem Fryderykiem III.
Zmarł 23 lutego 1447 roku i został pochowany w Rzymie w kościele S. Salvatore in Lauro.